# 弁天インターチェンジ
弁天インターチェンジ（べんてんインターチェンジ）は、新潟県新潟市中央区紫竹山にある国道8号・国道17号新潟バイパスのインターチェンジ。
ハーフインターで、曽和方面への流入・流出のみ。新発田方面への流入・流出はできない。

## 概要
2005年（平成17年）4月28日より供用を開始した。新潟バイパスのインターチェンジの中では2012年（平成24年）春に供用を開始した逢谷内インターチェンジに次いで2番目に新しいICである。東側に隣接する紫竹山インターチェンジと同じ紫竹山地内に所在することから、当ICの南側、都市計画道路弁天線の鳥屋野潟に架かる橋梁「弁天橋」に因む名称が与えられた。
新潟バイパスの女池ICから竹尾ICにかけての区間は交通量が特に多いが、そのうち中央区中心部方面への主たるアクセス箇所となる女池・桜木・紫竹山の各ICでの流出入台数を分散させることと、JR新潟駅南口方面と新潟スタジアム（デンカビッグスワンスタジアム）が所在する新潟県スポーツ公園など鳥屋野潟南部地区、江南区亀田地区方面へのアクセス向上のため整備が進められた。
当インターチェンジは、新潟・新新両バイパスの交通円滑化と、黒埼ICから東港ICにかけて道路施設の改修などを手掛けるため、1986年度（昭和61年度）に事業化された「新潟地区交通対策」の一環で整備されたもので、加えて栗ノ木バイパスや柳都大橋などから成る都市計画道路「万代島ルート線」の整備事業の一環も兼ねている。同事業の一部で、栗ノ木バイパスの一部連続立体交差化を目的に2007年（平成18年）度から順次事業化された「栗ノ木道路」「紫竹山道路」の両事業においては、紫竹山ICが完全立体化されるなど周辺の道路構造が大規模に改良される予定で、新潟バイパスの黒埼方面と、一部高架化される栗ノ木バイパスの地表部区間の相互間は当ICからのアクセスとなる予定である。

## 接続路線
- 新潟市道笹口紫竹山線（都市計画道路弁天線）

## 周辺
- 新潟駅南口
- 鳥屋野潟
- 原信紫竹山店
- コジマ×ビックカメラ新潟店

## 隣
国道8号・国道17号新潟バイパス
桜木IC - 弁天IC - 紫竹山IC